# Шін Саімдан
Шін Саімдан (кор. 신사임당, ханча: 申師任堂; 29 жовтня 1504 — 17 травня 1551) — корейська поетеса, письменниця, художниця, майстриня каліграфії, яка жила в період династії Чосон. Народилася в місті Каннин, провінція Канвон. Справжнє ім'я — Шін Ін Сон (кор. 신인선, ханча: 申仁善). Її також шанобливо називали Оджін Омоні (кор. 어진 어머니; «Мудра Мати»). Її псевдонімами були Саім, Саімдан, Інімдан та Імсадже. Вона була сучасницею поетеси Хо Нансольхон — вони вважалися суперницями.

## Життєпис

### Дитинство та освіта
Шін Саімдан народилася та виросла в місті Каннин в будинку батьків її матері. Батько мисткині, Шін Мьонхва (кор.신명화, ханча: 申命和) з клану Пьонсан Шін, був чиновником та другом відомого вченого Чо Ґванджо. Її матір'ю була пані Лі з клану Йонґін Лі, донька Лі Саона (кор. 이사온, ханча: 李思溫). Саімдан була другою з п'яти дочок.
Мати Саімдан продовжила жити зі своїми батьками після весілля, що надало їй свободу у вихованні та навчанні своїх дітей. Вірування батька пані Лі, матері мисткині, значно вплинуло на Саімдан, адже він навчав її, як навчав би онука.
Попри те, що Шін Саімдан була жінкою, вона розвинула глибокі знання про неоконфуціанство, історію та літературу, що дивувало гостей її батька. Саімдан та її сестри вивчили від батька «Тисячослів», Донмонсонсиб (кор.동몽선습), Мінсінь баоцзянь. Саімдан була особливо талановитою та швидко навчалась, за що отримала прихильність від батька. В неї не було братів, тому вона отримала освіту, яка була б заповідана лише синові, і це значно вплинуло на те, як вона потім навчала своїх власних дітей. Шін Саімдан отримувала освіту, яка не була звичною для жінок того часу: вона вивчала літературу, поетику, каліграфію, вишивання і малювання.

### Шлюб
Шін Мьонхва, батько мисткині, вибрав за чоловіка для своєї доньки командира Лі Юаньсю (李元秀). Більшість вважали цей вибір найгіршим, адже сім'я Лі Юаньсю була бідною, хоча його займали керівні посади в минулому. На той час Лі Юаньсю був безробітним. Однак Шін Мьонхва наполягав саме на Лі Юаньсю, адже, на його думку, чоловік буде дозволяти Шін Саімдан займатись творчістю далі.
20 серпня 1522 року у віці 19 років Саімдан вийшла заміж за Лі Юаньсю, але вона залишилась в будинку своїх батьків в місті Каннин, адже батько Саімдан помер у рік її одруження, тому вона доглядала за матір'ю. У подружжя було восьмеро дітей: п'ятеро хлопчиків і три дівчинки.

### Смерть
Лі І, один із синів мисткині, дуже любив свою матір, тому, коли Шін Саімдан захворіла, він пішов до храму, де зберігалася духовна табличка його дідуся по материнській лінії, і молився за свою матір одну годину щодня. Члени сім'ї були зворушені, коли побачили, що маленька дитина щиро молиться в надії на одужання своєї матері. Але хвороба Шін Саімдан погіршувалася. Вона раптово померла після переїзду в регіон Пхьонан 17 травня 1551 року у віці 46 років. В результаті її смерті її син Лі І блукав з питаннями про причини життя та смерті.

## Творчість
В період династії Чосон жінкам заборонялося демонструвати свої здібності та таланти після одруження. Однак Шін Саімдан змогла розвивати свої навички частково тому, що у неї не було братів, тож вона могла жити в будинку своїх батьків, а не у її чоловіка, а також тому, що її батько прагнув, щоби Саімдан розвивала свою творчість без заборони інших.
Картини Шін Саімдан відомі своєю ніжністю; комахи, квіти, метелики, орхідеї, виноград, риби та пейзажі були одними з її улюблених тем. На сьогодні залишилося приблизно 40 картин, написаних чорнилом і фарбою для каменю.
Каліграфії Шін Саімдан залишилося небагато, але її стиль був високо оцінений у свій час, високопоставлені чиновники та знавці писали записи про її роботи. Вчений О Сук Квон згадав у своїй книзі Пекван Чапґі (кор. 패관잡기, ханча: 稗官雜記), що картини Саімдан із зображенням винограду та пейзажів порівнювалися з картинами відомого художника Ан Ґьона. У 1868 році, захоплюючись роботою Саімдан, губернатор міста Каннин зауважив, що «каліграфія Саімдан написана продумано, з благородством і елегантністю, спокоєм і чистотою, наповнена чеснотами дами».

### Поезія
- «Озираючись на дім моїх батьків, ідучи через Декванрьон» (кор. 유대관령망친정, ханча: 踰大關嶺望親庭)
- «Думки про батьків» (кор.: 사친, ханча: 思親)

### Картини
- «Пейзаж» (кор. 자리도, ханча: 紫鯉圖)
- «Гори і річки» (кор. 산수도, ханча: 山水圖)
- «Картина трави та комах» (кор. 초충도, ханча: 草蟲圖)
- «Гуси серед очерету» (кор. 노안도, ханча: 蘆雁圖)

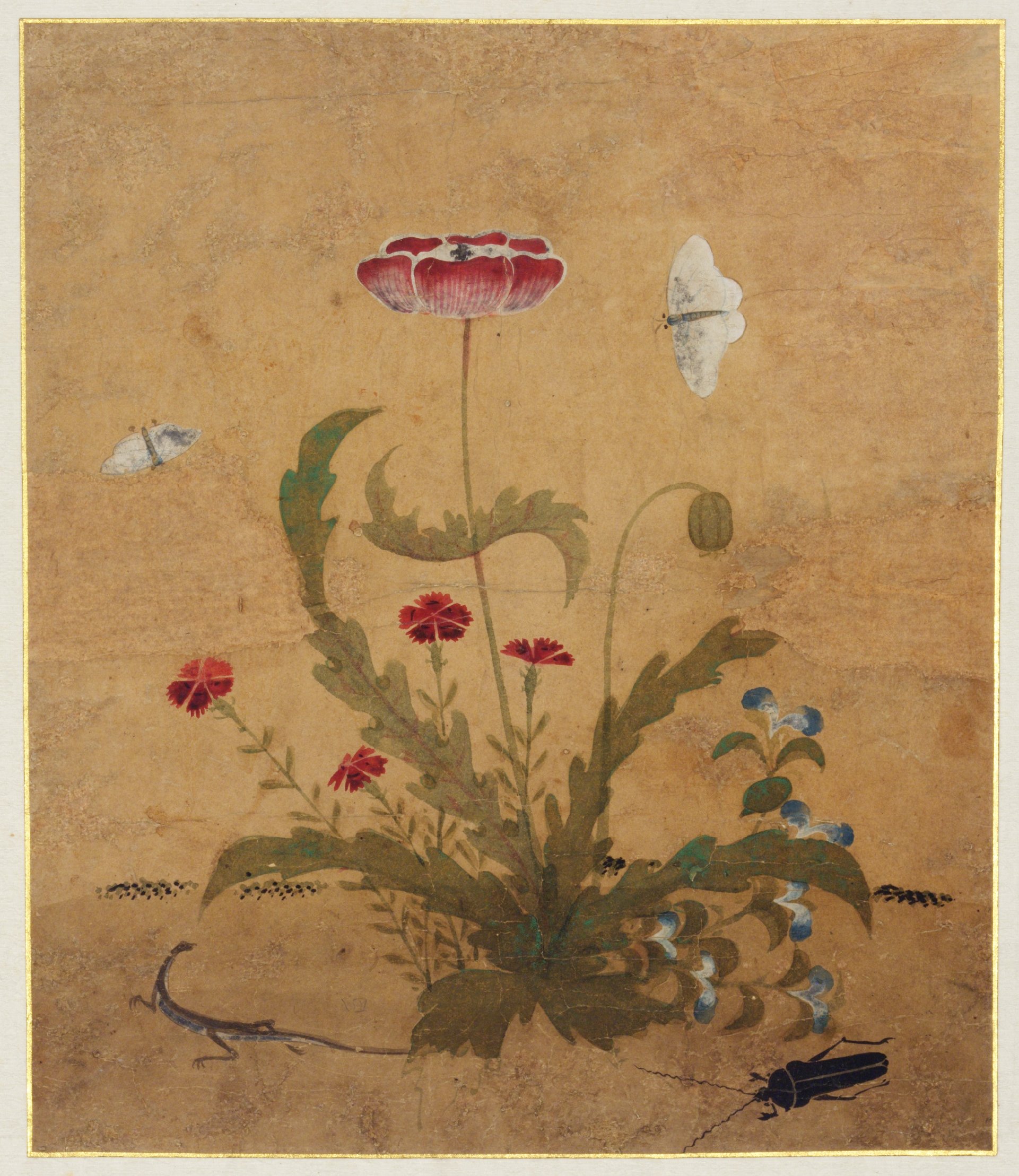
Чочундо, жанр живопису, започаткований Шін Саімдан, із зображенням рослин і комах
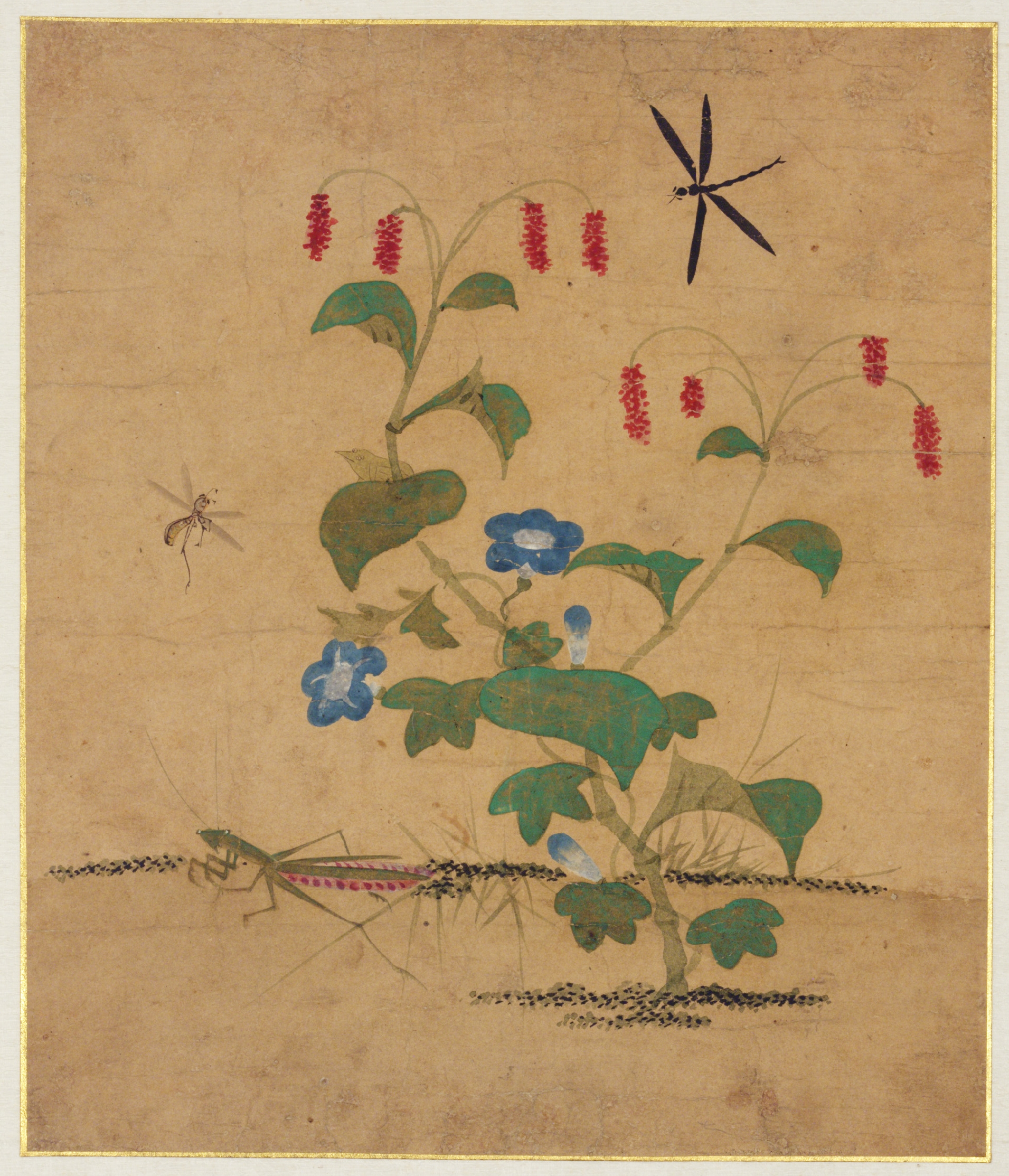
Чочундо
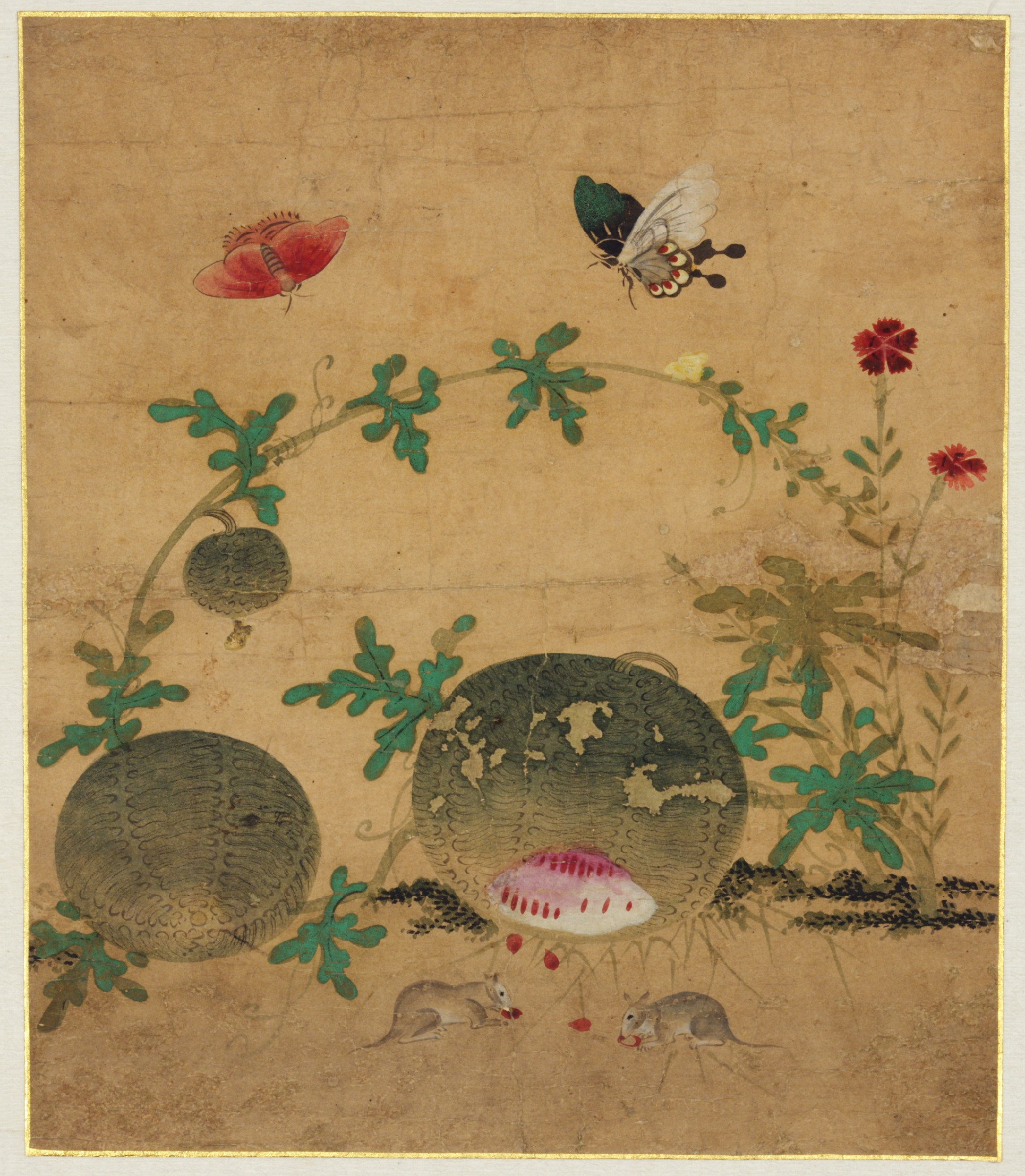
Чочундо

## Вшанування пам'яті
Шін Саімдан — перша жінка, яка зображена на банкноті Південної Кореї. Банк Кореї (кор. 한국은행) вперше випустив банкноту номіналом 50 000 вон у червні 2009 року. Ескіз 50 000 вон був оприлюднений 25 лютого 2009 року. Портрет Шін Саімдан і її малюнки «Виноград Мокпо» (кор. 묵포 포도) і «Чхочхундосубьон» (кор. 초충도수병) були зображені на лицьовій стороні. 5 травня Банк Кореї оголосив, що вони вибрали Шін Саімдан головною героїнею 50 000 вон, оскільки вона є «представницею мисткинею в середині періоду Чосон» і «людиною, яка досягла видатних досягнень у сфері освіти обдарованих людей». виконуючи роль дружини". Очікувалось, що такий вибір сприятиме підвищенню обізнаності про гендерну рівність у корейському суспільстві та підвищить важливість освіти та сім'ї. Феміністські критики засудили такий вибір і розкритикували його як посилення сексистських стереотипів щодо ролі жінок.